# Glawiana glawi
Glawiana glawi är en insektsart som beskrevs av Frank H.Hennemann och Oskar V.Conle 2004. Glawiana glawi ingår i släktet Glawiana och familjen Phasmatidae. Inga underarter finns listade i Catalogue of Life.